# Ron Bontemps
Ronald Yngve "Ron" Bontemps, född 11 augusti 1926 i Taylorville i Illinois, död 13 maj 2017 i Illinois, var en amerikansk basketspelare.
Bontemps blev olympisk mästare i basket vid sommarspelen 1952 i Helsingfors.